# Аполлос (апостол від 70)
Аполлос (грец. Απολλως, лат. Аполлос, утворено від Аполлонія) — апостол від сімдесяти, помічник апостола Павла. Пам'ять в Православній церкві 17 (4) січня (Собор апостолів від 70-ти) і 13 листопада.
Особливістю його вчення було те, що він під впливом Олександрійських вчених, вважав звичайний погляд на старозавітну юдейську релігію занадто грубим, намагався примирити його з філософією і тому надавав біблійним переказам символічного сенсу. Разом із тим Аполлос, очевидно, був знайомим із християнським вченням, з якого він також запозичив деякі частини. Взагалі, Аполлос був надзвичайно освіченою людиною, знавцем Святого Письма і надзвичайно обдарованим оратором. За час відсутності апостола Павла він познайомився з Акілою та Прискиллою в Ефесі, і, ближче ознайомившись через них із християнством, вирішив прийняти це віросповідання. Зрадівши придбанню для церкви такого славетного проповідника і передбачаючи, наскільки його проповідницька діяльність могла би бути корисною серед освічених греків, Акіла з Прискиллою та інші члени Ефеської Церкви написали для нього рекомендаційний лист до Коринфських представників тамтешньої Церкви.
Головним місцем його служіння був Коринф. Там він довго працював і багатьох навернув до Християнської віри. У Коринфі його ім'ям називалася одна партія, яка була невисокої думки про простоту Павла, тоді, коли сам Аполлос був з ним у найкращих стосунках. Апостол Павло говорив таке про поширення християнства у коринфян: «Я насадив, Аполлос поливав, але виростив Бог» (1 Кор. 3:6).
Мартін Лютер і багато новітніх дослідників припускали, що Аполлос — справжній автор Послання до Євреїв.
Про святого апостола Аполлоса в Діяннях святих апостолів повідомляється: 
| Один же юдей, на ім'я Аполлос, родом з Олександрії, красномовець та сильний у Писанні, прибув до Ефеса. Він був навчений дороги Господньої, і, палаючи духом, промовляв і про Господа пильно навчав, знаючи тільки Іванове хрещення. І він сміливо став промовляти в синагозі. Як Акила й Прискилла почули його, то його прийняли, і докладніше розповіли йому про дорогу Господню. А коли він схотів перейти до Ахаї, брати написали до учнів, нагадуючи, щоб його прийняли. А прибувши, помагав він багато тим, хто ввірував благодаттю, бо він переконував пильно юдеїв, Писанням прилюдно доводячи, що Ісус є Христос. (Дії 18:24-28) |